# Селло (блюдо)

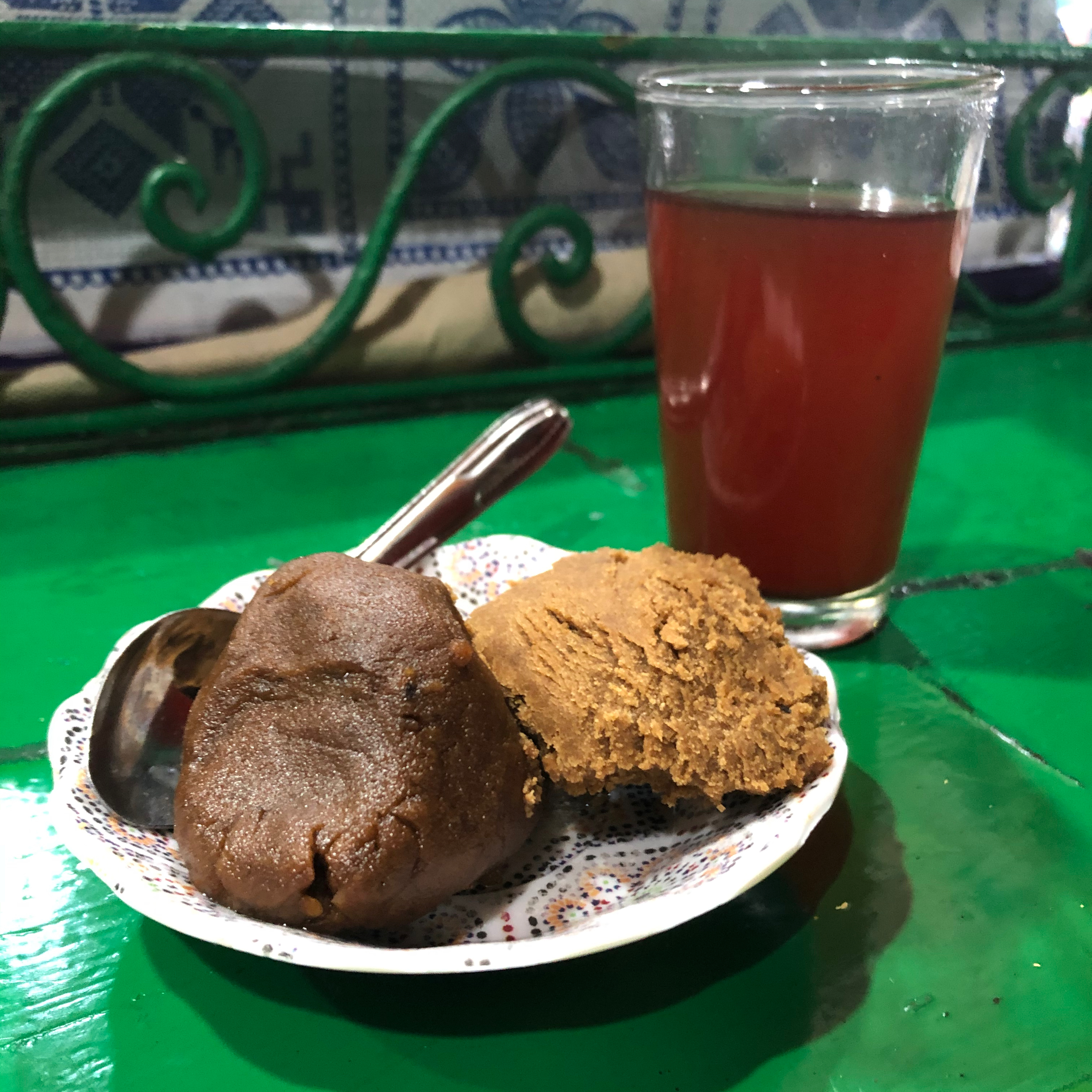
Два вида селло

Селло (дарижа سلّو) — кондитерское блюдо марокканской кухни, известное с древних времён.
Использовалось, как высококалорийный дорожный припас длительного хранения. Состав селло приводится в книге Тура Хейердала «Ра», где Тур описывает, как, готовясь к отплытию около Лараша, экспедиция готовила припасы по рецептам, использовавшимся моряками Марокко, отправлявшимися в дальнее плавание в глубокой древности:
«В складском помещении на берегу наши жёны под руководством супруги паши, сидя на корточках вокруг кувшинов, клали сыр в оливковое масло, свежие яйца в известковый раствор, наполняли корзины и мешки орехами, сушёной рыбой и бараньей колбасой. Айша Амара смешала мёд, тёртый миндаль, масло, муку и инжир, и получилось селло, которое исстари известно в Марокко как лучшая дорожная провизия, не боящаяся долгого хранения.» // Тур Хейердал, «Ра»
Существуют и другие варианты рецепта селло: с арахисом, кунжутом, мускатным орехом, корицей и т.д.